# Honda NX 125 Transcity
 (avril 2021).
Si vous disposez d'ouvrages ou d'articles de référence ou si vous connaissez des sites web de qualité traitant du thème abordé ici, merci de compléter l'article en donnant les références utiles à sa vérifiabilité et en les liant à la section « Notes et références ».
Le Honda NX 125 Transcity est une motocyclette de type trail monocylindre produite par Honda.

## Historique
Apparu en France courant 1988, le NX 125 Transcity finira sa carrière en 1999, remplacé par le 125 CityFly.
Il existe des kits 170 cm3 pour les NX 125 commercialisées en France.